# Festival do Tucumã
O Festival do Tucumã de Cachoeira do Ararari é um festival realizado na cidade de Cachoeira do Arari, no estado do Pará, Brasil, que celebra o tucumã, fruto típico da região. Foi idealizado pelo Grupo Cachoeirense de Ação Comunitária (GCAC) como espaço anual para resgatar tradições culturais locais.

### Canhapira
O tucumã que dá nome ao festival é um ingrediente fundamental da canhapira, um prato característico, parte da tradição da cidade e da ilha do Marajó. Esse prato estava à beira do esquecimento quando o evento foi idealizado. É uma espécie de feijoada que leva carne de boi ou de porco moqueada (assada lentamente na brasa) e utiliza o vinho de tucumã (suco bem concentrado da fruta) para realçar o sabor da carne.